# Gpre

gpre — препроцессор для ряда процедурных языков, входящий в комплект СУБД Firebird и Interbase, позволяет преобразовать встроенный SQL (ESQL в терминах Firebird) в коде исходных программ в соответствующие выражения базового языка. Поддерживаются языки Ада, Кобол, Фортран, Паскаль, Си и Си++. Возможности препроцессора весьма ограниченны, как правило, не поддерживаются новые конструкции SQL.